# Danny Mastrogiorgio
Daniel „Danny“ Mastrogiorgio (* 26. Oktober 1964 in Mount Vernon, New York) ist ein US-amerikanischer Film- und Theaterschauspieler. Bekanntheit erlangte er vor allem als Sprecher der Figur Toni Cipriani in dem Videospiel Grand Theft Auto: Liberty City Stories.

## Leben und Karriere
Danny Mastrogiorgio stammt aus Mount Vernon im US-Bundesstaat New York. Nach der Schule studierte er drei Jahre lang am College of Marin in Kalifornien, bevor er in New York City ein Studium an der Juilliard School aufnahm.
Mastrogiorgio ist seit 1995 als Schauspieler aktiv, nachdem er eine Gastrolle in der Fernsehserie New York News – Jagd auf die Titelseite übernahm. Weitere Gastauftritte folgten in Chaos City und Third Watch – Einsatz am Limit. 1996 übernahm er in Sleepers erstmals eine Filmrolle. Weitere Filmrollen folgten in Bärenbrüder, The Producers, Underdog – Unbesiegt weil er fliegt, Verwünscht, Fighting, Einmal ist keinmal, Cobbler – Der Schuhmagier und Share.
2006 spielte er eine kleine Nebenrolle in der Serie Book of Daniel. In der Folge trat er auch in Criminal Intent – Verbrechen im Visier, The Unusuals, White Collar, Person of Interest, Prime Suspect, Blue Bloods – Crime Scene New York, Elementary, Good Wife und Deception auf. 2014 war er als Frankie Carbone in Gotham zu sehen. Auch in Show Me a Hero, The Affair und Billions folgten Nebenrollen. Von 2018 bis 2019 war er als Det. Anthony Fucci in der Serie Instinct in einer Nebenrolle zu sehen.
Neben seiner Auftritten in Film und Fernsehen steht Mastrogiorgio auch regelmäßig auf der Theaterbühne. So wirkte er 2005 etwa im Stück Zwei Herren aus Verona beim Festival Shakespeare in the Park mit. In der in New York aufgeführten Version des Musicals Rocky stand er 2014 in der Rolle des Paulie Pennino auf der Bühne. 2018 wirkte er neben Denzel Washington an dem Stück The Iceman Cometh, basierend auf dem Werk von Eugene O’Neill, mit.
Neben seiner Schauspieltätigkeit leiht Matrogiorgio regelmäßig Figuren aus Videospielen seine Stimme. Zu seinen bekanntesten Rolle gehört Toni Cipriani aus dem 2005 erschienenen Spiel Grand Theft Auto: Liberty City Stories. Zuvor lieh er auch im 2004 erschienenen Spiel der gleichen Reihe, Grand Theft Auto: San Andreas, einer Figur die Stimme. Weitere Stimmeneinsätze hatte er seitdem auch in Batman: Dark Tomorrow, The Warriors, Red Dead Redemption, Homefront sowie Max Payne 3.

## Filmografie (Auswahl)
- 1995: New York News – Jagd auf die Titelseite (New York News, Fernsehserie, Episode 1x07)
- 1995–2008: Law & Order (Fernsehserie, 3 Episoden)
- 1996: Sleepers
- 1997: The Last Don (Miniserie, 2 Episoden)
- 1998: The Last Don II (Miniserie, 2 Episoden)
- 1998: Dead Broke
- 1999: Chaos City (Fernsehserie, Episode 4x08)
- 2000: Third Watch – Einsatz am Limit (Thrid Watch, Fernsehserie, Episode 1x11)
- 2000–2014: Law & Order: Special Victims Unit (Fernsehserie, 4 Episoden)
- 2001: Friends and Family
- 2002: Contact (Fernsehfilm)
- 2003: Bärenbrüder (Bear Brothers, Stimme im Original)
- 2005: Backseat
- 2005: The Producers
- 2006: Die Sopranos (The Sopranos, Fernsehserie, Episode 6x06)
- 2006: The Book of Daniel (Fernsehserie, 4 Episoden)
- 2007: Underdog – Unbesiegt weil er fliegt (Underdog, Stimme im Original)
- 2007: Verwünscht (Enchanted)
- 2008: Criminal Intent – Verbrechen im Visier (Criminal Intent, Fernsehserie, Episode 7x11)
- 2009: The Unusuals (Fernsehserie, Episode 1x03)
- 2009: Fighting
- 2010: Beware the Gonzo
- 2011: White Collar (Fernsehserie, Episode 2x12)
- 2011: Don gato y su pandilla
- 2011: Person of Interest (Fernsehserie, Episode 1x02)
- 2011: Prime Suspect (Fernsehserie, Episode 1x09)
- 2012: Einmal ist keinmal (One for the Money)
- 2012: Blue Bloods – Crime Scene New York (Blue Bloods, Fernsehserie, Episode 3x03)
- 2013: Elementary (Fernsehserie, Episode 2x10)
- 2013: Retrogate
- 2014: Leben und Sterben in God’s Pocket (God’s Pocket)
- 2014: The Mend
- 2014: The Leftovers (Fernsehserie, Episode 1x05)
- 2014: Cobbler – Der Schuhmagier (The Cobbler)
- 2014: Gotham (Fernsehserie, 3 Episoden)
- 2015: Good Wife (The Good Wife, Fernsehserie, Episode 6x22)
- 2015: Show Me a Hero (Miniserie, 6 Episoden)
- 2016: Crisis in Six Scenes (Fernsehserie, Episode 1x05)
- 2016–2017: The Affair (Fernsehserie, 3 Episoden)
- 2016–2020: Billions (Fernsehserie, 4 Episoden)
- 2018: Deception (Fernsehserie, Episode 1x09)
- 2018–2019: Instinct (Fernsehserie, 22 Episoden)
- 2019: Share
- seit 2024: Elsbeth (Fernsehserie)